# Uroobovella foraminifera
Uroobovella foraminifera es una especie de arácnido del orden Mesostigmata de la familia Urodinychidae.

## Distribución geográfica
Se encuentra en Italia y en Suecia.